# La Nouvelle Revue
La Nouvelle Revue est une ancienne revue bimensuelle de la presse écrite française.

## Historique
La Nouvelle Revue est fondée en octobre 1879 par Juliette Adam, dans le dessein d'opposer un périodique républicain à la Revue des deux Mondes jugée trop conservatrice.

## Directeurs
- Juliette Adam
- Pierre-Barthélemy Gheusi
- Henri Austruy (1913-1940)

## Collaborateurs notoires
- Paul Bourget
- Octave Mirbeau
- Guy de Maupassant
- Léon Daudet
- Pierre Loti
- François Coppée
- Leconte de Lisle
- André Theuriet
- Erckmann-Chatrian
- Ivan Tourguénieff